# Marcelino Júnior Lopes Arruda
Marcelino Júnior Lopes Arruda (sinh ngày 8 tháng 5 năm 1989) là một cầu thủ bóng đá người Brasil.

## Sự nghiệp câu lạc bộ
Marcelino Júnior Lopes Arruda đã từng chơi cho Urawa Reds.

## Thống kê câu lạc bộ

### J.League
| Đội        | Năm       | J.League | J.League | J.League Cup | J.League Cup | Tổng cộng | Tổng cộng |
| Đội        | Năm       | Trận     | Bàn      | Trận         | Bàn          | Trận      | Bàn       |
| ---------- | --------- | -------- | -------- | ------------ | ------------ | --------- | --------- |
| Urawa Reds | 2011      | 21       | 3        | 3            | 0            | 24        | 3         |
| Tổng cộng  | Tổng cộng | 21       | 3        | 3            | 0            | 24        | 3         |